# Lille mand, pas på!
Lille mand, pas på! er en dansk film fra 1968.
- Manuskript Ivar Søe og Robert Saaskin.
- Instruktion Steffen Koch.

## Handling
Erotisk farce om en klodset ung mand, Toc, som en forbryderbande narrer til at arbejde for sig. Forklædt som stuepige skal han fotografere en statsadvokats udskejelser på et mondænt bordel, hvad der fører til talrige forviklinger.

## Medvirkende
Blandt de medvirkende kan nævnes:
- Lone Luther
- Lis Adelvard
- Knud Rex
- Hardy Rafn
- Ole Monty
- Bent Weidich
- Knud Hallest
- Sejr Volmer-Sørensen
- Lis Allentoft
- Holger Vistisen
- Christian Arhoff
- Preben Lerdorff Rye
- Børge Krogh